# Rhynchospora patuligluma
Rhynchospora patuligluma là loài thực vật có hoa trong họ Cói. Loài này được C.B.Clarke ex Lindm. miêu tả khoa học đầu tiên năm 1900.